# Повесть о жестокой юности
«Повесть о жестокой юности» (яп. 青春残酷物語: сэйсюн дзанкоку моногатари) — кинофильм режиссёра Нагисы Осимы, вышедший на экраны в 1960 году. Один из первых фильмов, принадлежащих к так называемой «новой волне» японского кинематографа (Nūberu bāgu).

## Сюжет
Фильм рассказывает историю любви студента Киёси и старшеклассницы Макото, бессмысленный бунт которых против общества и старшего поколения, разочаровавшегося в своих идеалах, обречён на поражение. Всё началось, когда Киёси защитил Макото от пристававшего к ней мужчины. На следующий день девушка нашла Киёси, чтобы поблагодарить, и они провели вместе весь день. Хотя парень сначала не планировал поддерживать эти отношения, вскоре он осознал, что любит её. Через несколько дней Макото решила бросить школу и перебраться жить в комнатушку Киёси...

## В ролях
- Юсукэ Кавадзу — Киёси
- Миюки Кувано — Макото
- Ёсико Куга — Юки, старшая сестра Макото
- Фумио Ватанабэ[англ.] — Акимото, доктор
- Синдзи Танака — Ёсими Ито, студент
- Синдзиро Мацудзаки — Тэрада
- Тосико Кобаяси — Тэруко Симониси
- Хироси Никонянаги — господин Хорио